# Columbário de Pompônio Hilas
Columbário de Pompônio Hilas (em italiano:  Colombario di Pomponio Hylas) é um columbário romano do século I a.C. situado perto da Porta Latina, na via Ápia, no rione Célio de Roma, Itália. Foi descoberto e escavado em 1831 por Pietro Campana.

## História
Embora se nome derive de Pompônio Hilas (em latim: Pomponius Hylas), que viveu no período flaviano (69–96 d.C.), o edifício propriamente dito tem sido datado entre 14 e 54 a.C. por causa de inscrições em dois de seus nichos (um deles dedicado a um liberto de Tibério e outro, a um liberto de Cláudia Otávia, filha de Cláudio e Messalina). O edifício foi depois comprado por Pompônio Hilas e sua esposa e eles acrescentaram um painel sobre os degraus da entrada, decorado com um grifo e onde se lê:"CN(aei) POMPONI HYLAE E(t) POMPONIAE CN(aei) L(ibertae) VITALINIS" ("De Pompônio Hilas e Pompônia Vitalina, libertos de Cneu").